# Trận Hà Tây (419 TCN–408 TCN)
Trận Hà Tây (chữ Hán: 河西之戰, Hán Việt: Hà Tây chi chiến) là trận chiến diễn ra vào thời Chiến Quốc, từ năm 419 TCN đến 408 TCN giữa nước Ngụy và nước Tần trong lịch sử Trung Quốc, diễn ra ở Hà Tây, Trung Quốc.

## Bối cảnh và nguyên nhân

### Nước Ngụy hùng mạnh
Cuối thời Xuân Thu, đầu thời Chiến Quốc, chính sự của nước Tấn, vốn làm bá chủ chư hầu trong phần lớn thời gian của thời Xuân Thu đã suy yếu, các họ khanh đại phu tranh quyền lẫn nhau, lấn át vua Tấn. Cuối cùng, còn lại ba họ đại phu là Hàn, Ngụy, Triệu.
Trong số các khanh tộc còn lại ở nước Tấn, thì họ Ngụy có thế lực mạnh nhất. Thủ lĩnh họ Ngụy là Ngụy Tư thực hành chính sách thu hút nhân tài, mời được nhiều hiền sĩ như Địch Hoàng, Ngô Khởi, Lý Khôi, Nhạc Dương..., tiến hành cải cách đất nước. Về quân sự, họ Ngụy chủ trương liên kết với Hàn, Triệu, tiến hành chiến tranh với các nước khác như Tề, Sở, Tần, Trung Sơn, phát triển thế lực cường thịnh, trở thành bá chủ của Trung Nguyên.
Năm 424 TCN, Ngụy Tư xưng hầu, tức Ngụy Văn hầu, tự đặt mình ngang hàng với vua nước Tấn. Từ đó, dù chưa được sự công nhận của thiên tử nhà Chu, song thế lực của họ Ngụy đã hoàn toàn độc lập với công thất nước Tấn.

### Nước Tần suy yếu
Trong khi đó, ở phía Tây của Tấn là nước Tần, nằm tại đất Ung hẻo lánh, thế lực ngày một suy yếu. Từ sau đời Tần Lệ công, nội loạn liên tiếp phát sinh ở Tần, ngôi vua thay đổi thường xuyên. Cộng thêm thế lực các nước Tây Nhung phát triển, thường hay dấy binh xâm lấn. Do vậy, mặc dù giáp ranh với Sở và Ngụy, nhưng không tham gia được vào các hội minh ở trung nguyên và bị các nước coi là Di Địch.
Ở mặt trận phía đông, đất Hà Tây nằm ở ranh giới Tần, Ngụy, là vùng đất chiến lược quan trọng, là con đường để đi vào Trung Nguyên. Từ đời Tần Mục công, Hà Tây đã rơi vào tay nước Tần. Tuy nhiên khi Tần suy yếu, Ngụy lại dòm ngó đến đất Hà Tây. Quân Ngụy liên tục tấn công vào lãnh thổ nước Tần, trong khi đó Tần chỉ bị động phòng thủ.

## Diễn biến cuộc chiến

### Chiến dịch thứ nhất

#### Giao tranh tại Thiếu Lương
Năm 419 TCN, quân Ngụy cho xây thành phòng thủ ở Thiểu Lương gần Hà Tây. Quân Tần thấy vậy, bất ngờ đem quân đến tấn công. Hai bên giao chiến ở đấy suốt ba năm từ 419 TCN đến 417 TCN. Năm 417 TCN, quân Ngụy đánh bại quân Tần, giành lại Thiếu Lương, tiếp tục tu bổ thành.
Trong khi đó, quân Tần cũng tu bổ thành phòng thủ ở Phồn Bàng và xây thành Tịch Cô, nhằm ngăn chặn sự tấn công của quân Ngụy.

#### Quân Ngụy chiếm Phồn Bàng
Năm 413 TCN, Ngụy Văn hầu cử đại tướng trấn thủ Thượng Quận là Lý Khôi đem quân đánh nước Tần, đánh bại quân Tần ở Trịnh Huyền. Năm sau, thái tử Kích nước Ngụy đem quân tiến vào phá Phồn Bàng thành, đuổi dân về nước Tần.

### Chiến dịch thứ hai

#### Ngô Khởi ra quân
Năm 409 TCN, Ngụy Văn hầu cử Ngô Khởi làm chủ tướng, đem quân đánh vùng Lâm Tấn, và Nguyên Lý thuộc Hà Tây, xây thành phòng thủ ở đó.

#### Quân Ngụy chiếm được Hà Tây
Năm 408 TCN, Ngô Khởi dẫn đại binh đánh Hà Tây, tiến đến Trịnh Huyền, công phá Lạc Âm và Cáp Dương.
Trước sự tấn công mạnh mẽ của quân nước Ngụy, quân Tần không có khả năng chống giữ, đành phải rút về Lạc Thủy, xây thành ở Tuyền Thành phòng thủ.
Cuộc chiến tranh Hà Tây kết thúc sau 11 năm với thắng lợi hoàn toàn thuộc về nước Ngụy. Quân Ngụy chiếm được toàn bộ vùng đất Hà Tây, lập thành quận Hà Tây. Ngụy Văn hầu theo ý kiến của Địch Hoàng, cho Ngô Khởi ở lại trấn giữ Hà Tây.

## Xung đột sau cuộc chiến
Với việc Hà Tây rơi vào tay nước Ngụy, quân Tần mất hẳn con đường đông tiến vào Trung Nguyên. Do đó, quân Tần ra sức thu phục lại Hà Tây. Năm 401 TCN, Tần Giản công phái binh đánh Hà Tây, tiến đến Dương Hồ nhưng sau đó không đủ sức để giữ, phải rút lui. Ngụy Vũ hầu phái Ngô Khởi và Vương Thác giám sát Hà Tây.
Năm 393 TCN, Quân Ngụy đánh bại quân Tần ở đất Uông.
Năm 390 TCN, Tần Huệ công muốn tiến lên Trung Nguyên, bèn tiến quân đánh nước Ngụy, giao chiến với quân Ngụy ở Vũ Thành. Năm sau, vua Tần đem 5 vạn quân tiến công quân Ngụy ở Âm Tấn, bị Ngô Khởi đánh bại.
Năm 386 TCN, Ngụy Vũ hầu lại đánh Tần, bắt được tướng nước Tần ở Vũ Thành, nhưng sau đó bị quân Tần đánh lui. Những cuộc xung đột như thế nhằm tranh giành Hà Tây còn tiếp tục tiếp diễn song chỉ diễn ra ở quy mô nhỏ, mãi cho đến khi trận chiến Hà Tây lần thứ hai nổ ra vào năm 366 TCN.